# Voiture du siècle
Le concours de la Voiture du siècle est un concours international organisé à la fin des années 1990 pour élire la voiture la plus importante du XXe siècle. Il était supervisé par une commission ad hoc, la Global Automotive Elections Foundation. Le vainqueur, la Ford T, fut annoncé lors d'un gala le 18 décembre 1999 à Las Vegas,, aux États-Unis.
Ce prix ne doit pas être confondu avec les divers concours et sondages portant aussi le nom de « Voiture du siècle », réalisés par des magazines automobiles ,.

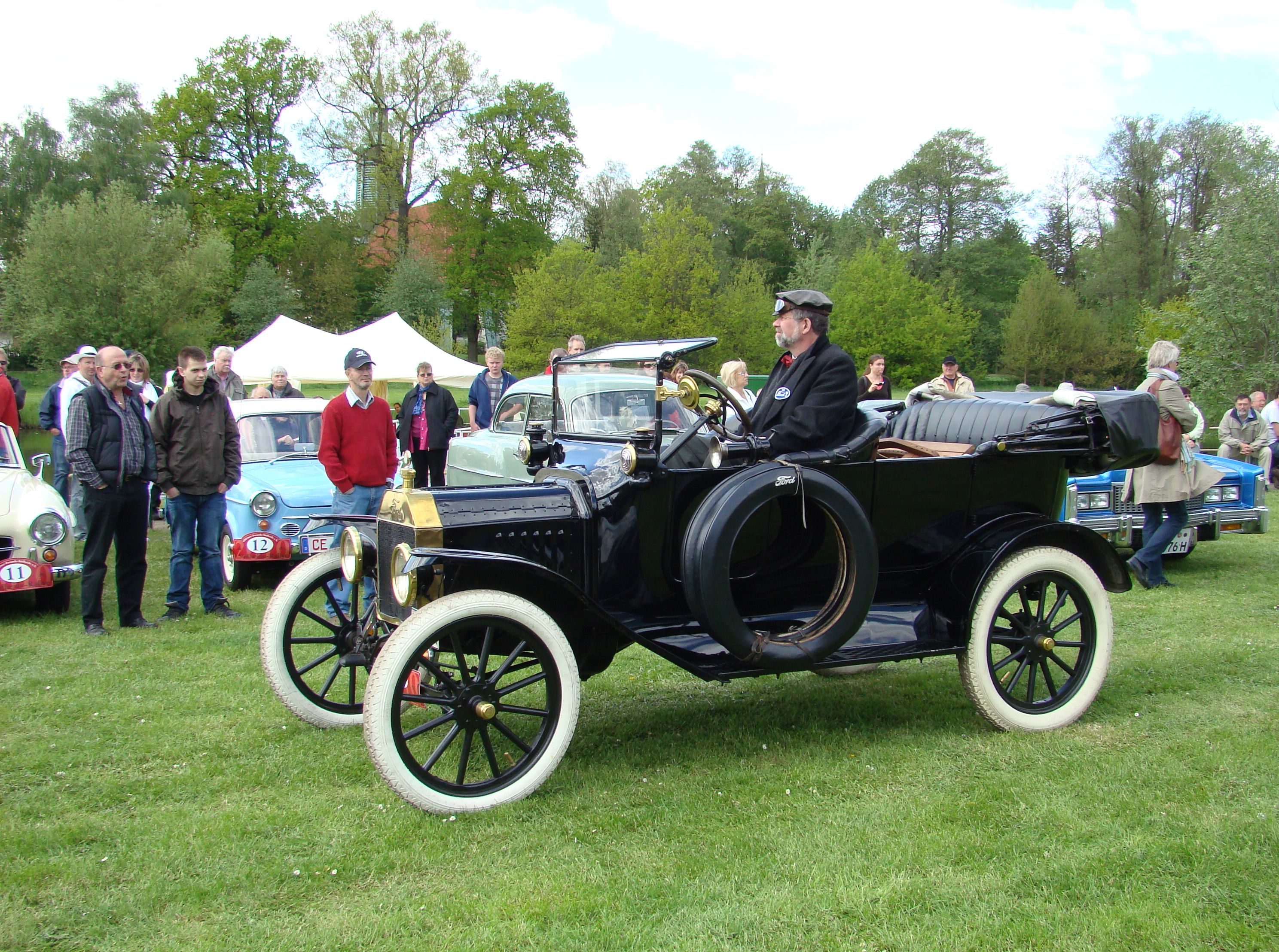
1ère place: Ford Model T

## Le processus de sélection
Un processus élaboré et formel fut mis en place pour décider du vainqueur. La procédure de sélection commença en octobre 1996, avec la présentation d'une liste de 700 voitures candidates par le comité organisateur du concours. Pour établir cette liste, les experts du comité avaient consulté un certain nombre de personnes dans l'industrie et les clubs automobiles.
La liste fut examinée et raccourcie par un comité d'experts indépendants reconnus pour leur expérience du sujet. En février 1997, une liste réduite de 200 voitures éligibles fut annoncée au salon automobile AutoRAI à Amsterdam.
Le système consistait ensuite en une série de votes destinés à réduire la liste jusqu'à l'obtention du modèle gagnant. Ainsi, dans l'étape suivante, un jury de 133 journalistes automobiles de 33 pays différents, sous la présidence du baron anglais Lord Montagu de Beaulieu, fut chargé de passer de 200 à 100 voitures. Les résultats de cette troisième phase furent annoncés au Salon de l'automobile de Francfort en septembre 1997.
Le processus d'élimination se poursuivit par, d'une part, un vote public sur Internet  destiné à sélectionner 10 voitures, tandis que, d'autre part, 25 autres étaient sélectionnées par le jury des professionnels. À la présentation des résultats, 9 des 10 modèles choisis par le public faisaient également partie des 25 sélectionnés par les journalistes (l'AC Cobra étant le seul désigné uniquement par le vote en ligne) ; ce sont ainsi 26 voitures qui furent annoncées au Salon International de l'Automobile de Genève en mars 1999 en tant que candidates pour le prochain et avant-dernier tour.
| Marque        | Modèle                 | Années           | Pays      |
| ------------- | ---------------------- | ---------------- | --------- |
| AC            | Cobra                  | 1965–1967        | UK/USA    |
| Alfa Romeo    | Giulietta Sprint Coupé | 1954–1968        | Italie    |
| Audi          | Quattro                | 1980–1991        | Allemagne |
| Austin        | Seven                  | 1922–1939        | Uk        |
| BMW           | BMW 328                | 1936–1940        | Allemagne |
| Bugatti       | T35                    | 1926–1930        | France    |
| Chevrolet     | Corvette Stingray      | 1963–1967        | USA       |
| Citroën       | Traction Avant         | 1934–1957        | France    |
| Citroën       | 2CV                    | 1948–1990        | France    |
| Citroën       | DS19                   | 1955–1975        | France    |
| Ferrari       | 250 GT SWB Berlinetta  | 1959–1962        | Italie    |
| Fiat          | 500 Topolino           | 1936–1948        | Italie    |
| Ford          | Model T                | 1908–1927        | USA       |
| Ford          | Mustang                | 1964–1968        | USA       |
| Jaguar        | XK120                  | 1948–1954        | UK        |
| Jaguar        | E-Type                 | 1961–1975        | UK        |
| Land Rover    | Range Rover            | 1970–aujourd'hui | UK        |
| Mercedes-Benz | S/SS/SSK               | 1927–1932        | Allemagne |
| Mercedes-Benz | 300 SL Coupé           | 1954–1957        | Allemagne |
| Morris/Austin | Mini                   | 1959–2000        | UK        |
| NSU           | Ro 80                  | 1967–1976        | Allemagne |
| Porsche       | 911                    | 1963–aujourd'hui | Allemagne |
| Renault       | Espace                 | 1984–aujourd'hui | France    |
| Rolls-Royce   | Silver Ghost           | 1907–1925        | UK        |
| Volkswagen    | Coccinelle             | 1946–2003        | Allemagne |
| Volkswagen    | Golf                   | 1974–aujourd'hui | Allemagne |
| Willys        | Jeep                   | 1941–1945        | USA       |

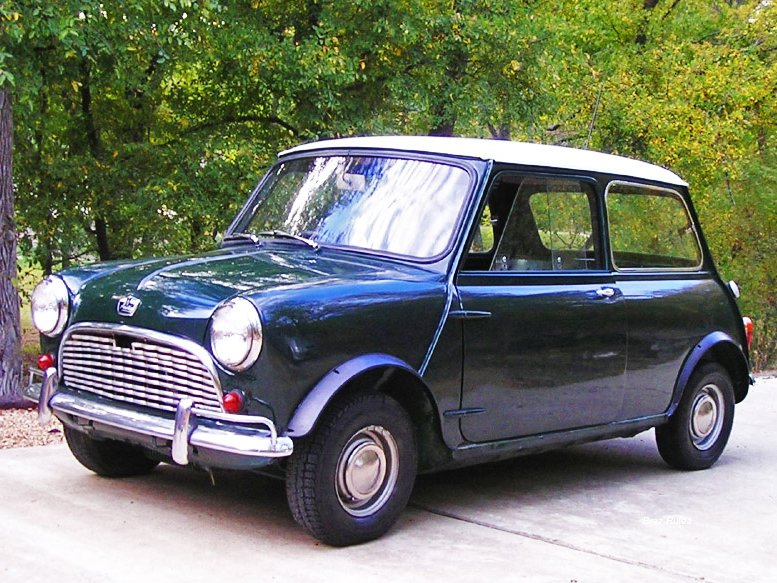
2ème place: Mini

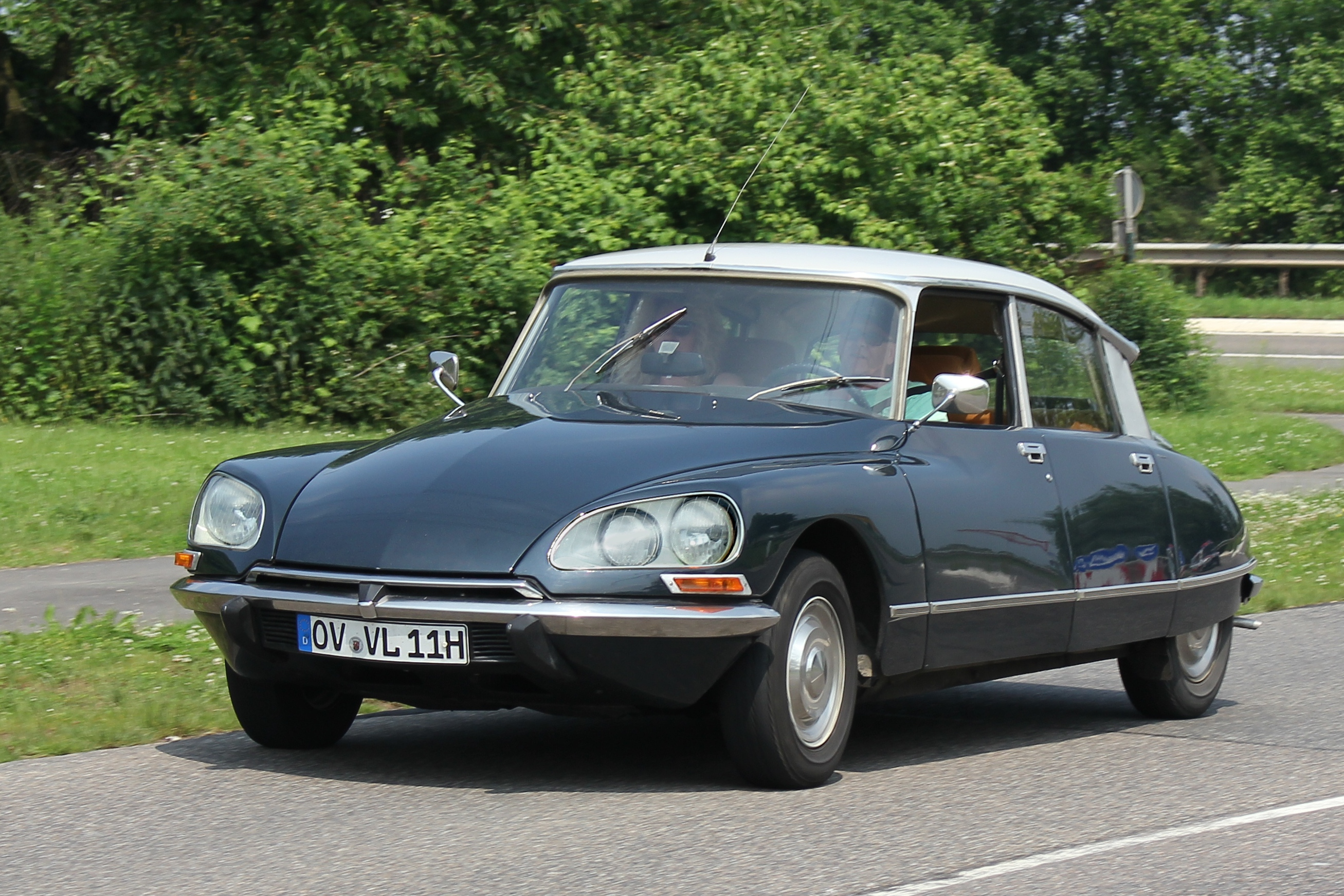
3ème place: Citroën DS

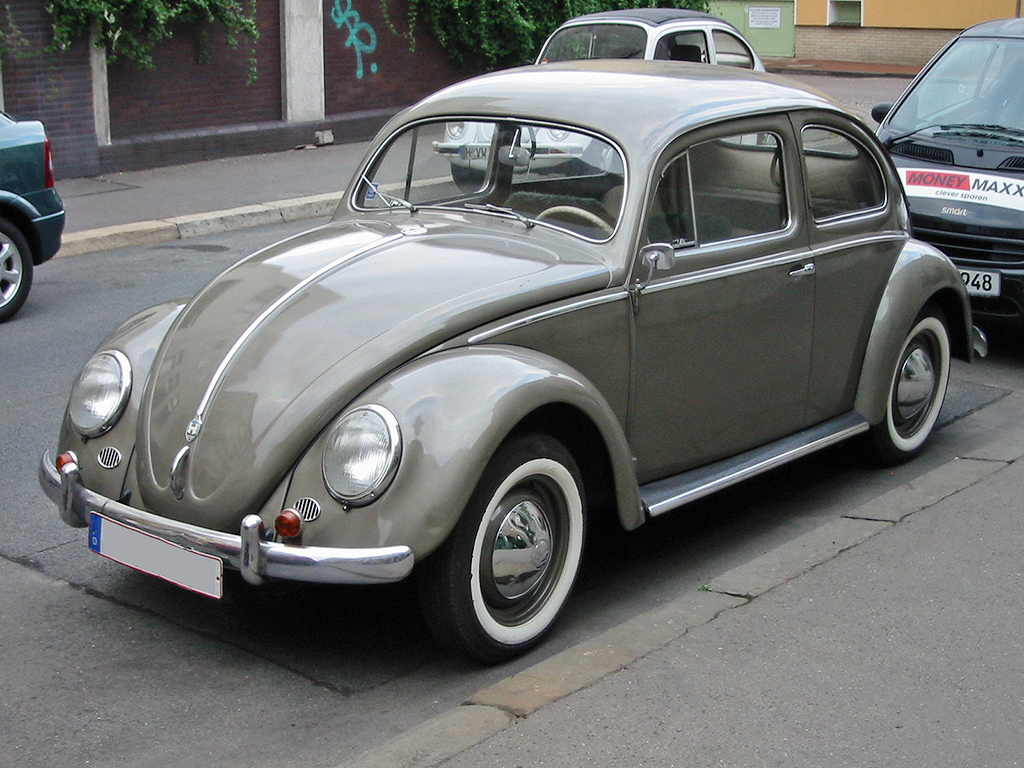
4ème place: Volkswagen Coccinelle

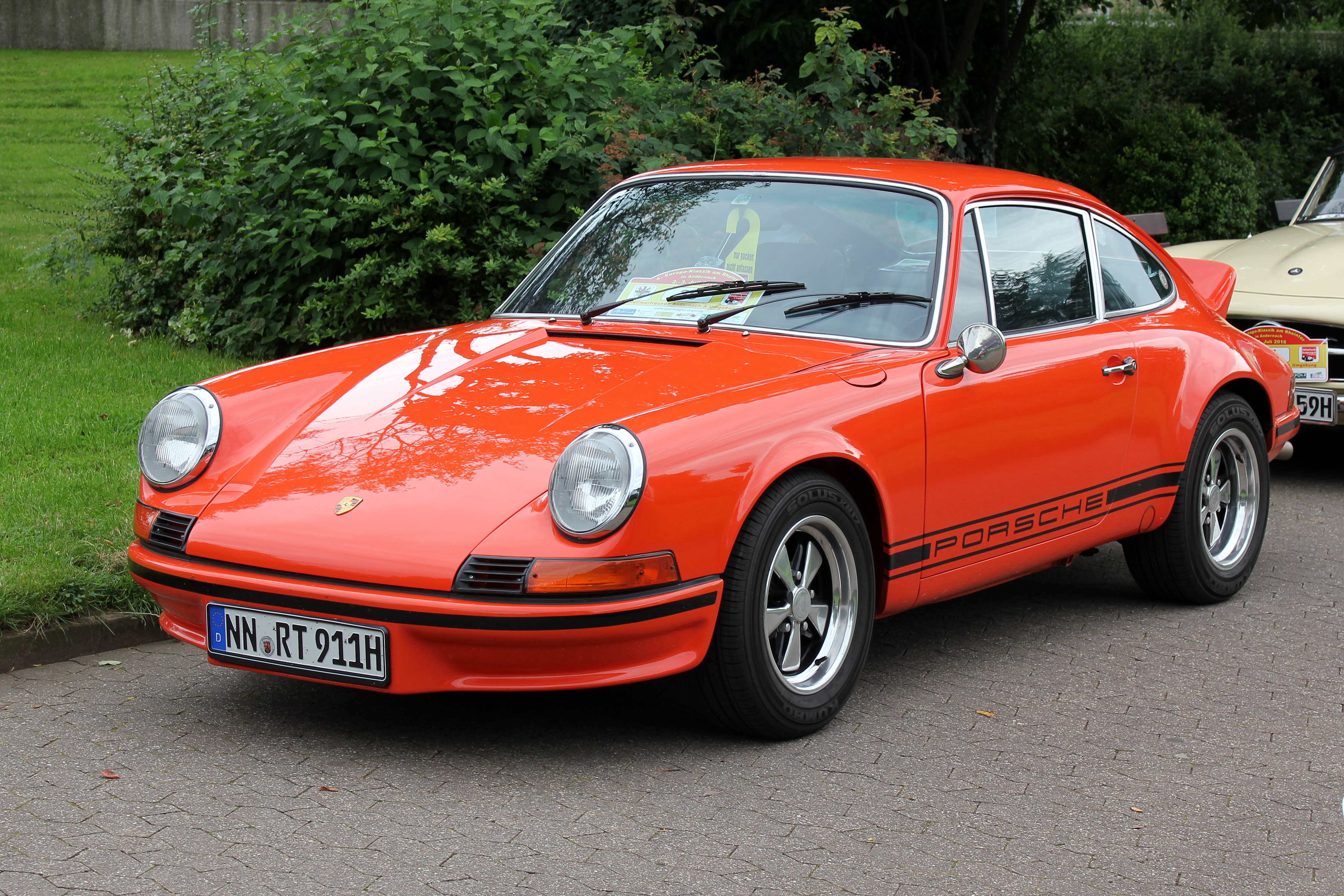
5ème place: Porsche 911

À partir de cette liste de 26 modèles, le jury fut invité à désigner cinq finalistes pour passer au dernier tour de scrutin, en utilisant un système de points. Ces 5 candidats définitifs furent annoncés au Salon de l'automobile de Francfort en septembre 1999.

## Le résultat final
Pour le vote final, chaque membre du jury devait classer les cinq voitures par ordre de préférence, menant ainsi, par un système de points, au classement final, exposé ci-dessous :
| Classement | Modèle                | Nombre de points |
| ---------- | --------------------- | ---------------- |
| 1          | Ford T                | 742              |
| 2          | Mini                  | 617              |
| 3          | Citroën DS            | 567              |
| 4          | Volkswagen Coccinelle | 521              |
| 5          | Porsche 911           | 303              |